# Leskia pertecta
Leskia pertecta är en tvåvingeart som först beskrevs av Walker 1861.  Leskia pertecta ingår i släktet Leskia och familjen parasitflugor. Inga underarter finns listade i Catalogue of Life.